# Александър Събев
Александър Събев е български футболист, защитник. Роден е на 9 април 1988 г. в София. Започва кариерата си в юношеските формации на ЦСКА София. От 2007 г. е играч на ЦСКА София. Носител на Суперкупата на България за 2008 г. с ЦСКА.